# Valentín Trujillo (pianista)
Valentín Trujillo Sánchez, también conocido como «Maestro Valentín», «Amigo Valentín» o «Tío Valentín» (Santiago de Chile, 2 de mayo de 1933) es un destacado pianista, compositor, arreglista y director de orquesta chileno, de música popular, que se ha destacado por su participación en diversos programas de televisión, tales como Sábados gigantes, Pin Pon y El mundo del profesor Rossa, que cuenta con más de setenta años de trayectoria como músico. En 2024 recibió el Premio Nacional de Artes Musicales en su país.

## Familia y estudios
Es uno de los cinco hijos del minero Juan de Dios Trujillo y la profesora de Enseñanza Básica Clementina Sánchez de Santiago. El cantante de boleros, rancheras y corridos, Fernando Trujillo es su hermano mayor.
Realizó sus estudios primarios en el Patronato de San Antonio y en la Escuela República Argentina de Santiago. Posteriormente realizó sus estudios secundarios en el histórico Liceo Valentín Letelier de Santiago.
Aprendió a tocar piano a los 4 años de forma autodidacta. En 1940, a la edad de 7 años, ingresó a estudiar música, armonía y composición en el Conservatorio Nacional de Música en Santiago, donde se mantuvo hasta 1952.
A principio de los años 1960 se desempeñó como profesor de música en el Instituto Superior de Comercio número 2 (INSUCO2) de Santiago.

## Carrera musical

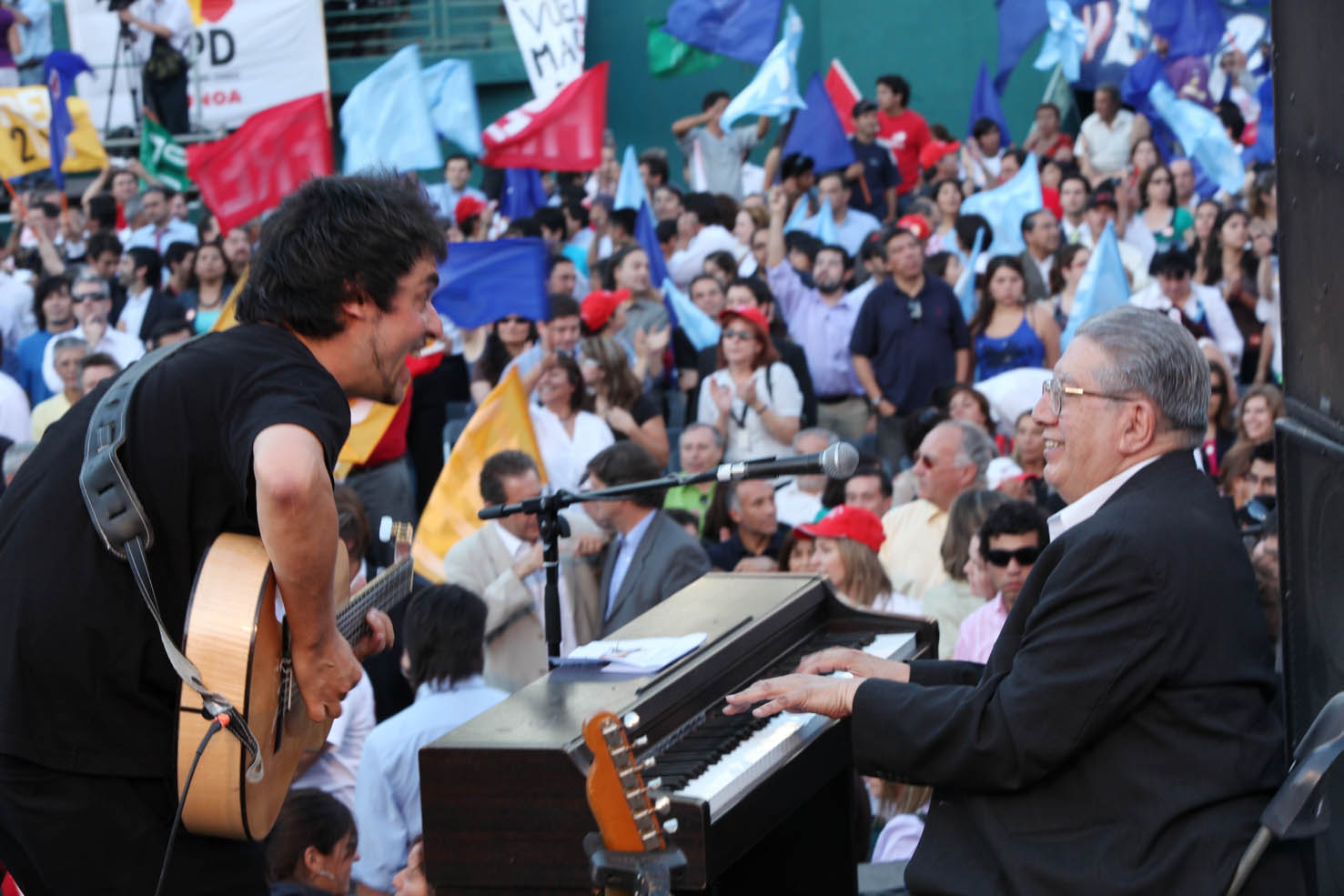
Valentín Trujillo en el piano junto a Ángel Parra hijo, Estadio Nacional

Desde 1942 participó en el acompañamiento musical de diversos programas en las radios Cooperativa, Corporación (Busco talentos, entre 1957 y 1964) y Portales (Conversando la música), entre otras. En 1958 lanzó su primer disco como solista, titulado Un piano con alma. Ejerció como profesor de música en distintos liceos de Santiago, como el Instituto Superior de Comercio, el Instituto Comercial N° 2 de Santiago y el Liceo Valentín Letelier. En 1960 recibió el premio al «Mejor Director de Orquesta Acompañante». En 1964 participó de la grabación de la versión en español de la canción Nathalie, junto a los Hermanos Arriagada, que se convirtió en éxito en América Latina.
Su carrera cambió de forma drástica en 1962, cuando se convirtió en el director de orquesta del programa de televisión Sábados gigantes en Canal 13, junto al popular presentador Mario Kreutzberger «Don Francisco». Además participó en el programa infantil Pin Pon junto al actor Jorge Guerra, programa que fue suspendido por la dictadura militar en 1974. En febrero y marzo de 1971 fue el director musical del Tren Popular de la Cultura, iniciativa que realizó presentaciones artísticas entre Puerto Montt y Rancagua.
Tras la internacionalización del programa Sábado gigante, se traslada junto a su amigo Don Francisco a Miami, Estados Unidos, donde comienza una vertiginosa carrera junto al popular animador que dura hasta 2005, año en que se retira. También participa del programa infantil El mundo del profesor Rossa durante varios años hasta 1998. Trujillo apareció en el programa Jugando a saber, de Canal 13 (1999-2001).
Además de sus participaciones en programas de televisión, ha participado en distintos conciertos junto al compositor cubano Enrique Chia y el jazzista chileno Cristián Cuturrufo. Participó en varias oportunidades el Festival de la Canción de Viña del Mar, ha recibido importantes premios como el otorgado en 1992 por la Sociedad de Críticos de Miami por su aporte a la música por una sección suya en el programa Sábado Gigante. En el 2000 recibe el premio a la trayectoria otorgado por el gobierno chileno y en el 2002 se instituye la «Beca Valentín Trujillo» para los estudiantes de escasos recursos con grandes aptitudes musicales.
En 2004 realizó un disco en conjunto con Cristián Cuturrufo llamado Jazz de Salón, aventurándose en un estilo poco común en él. Gracias al éxito de este, en 2007 realiza el disco Un año más junto a Ángel Parra Trío, y a su vez un documental sobre la realización del disco y la comunicación intergeneracional de los músicos chilenos.
En 2010 fue homenajeado en el LI Festival Internacional de la Canción de Viña del Mar, donde es galardonado con los tres premios entregados por el público; antorcha de plata, antorcha de oro y gaviota de plata. En la ocasión hizo un recuento de música de Víctor Jara, Los Jaivas, Frank Sinatra, George Gershwin y Queen, que interpretó junto a hijos y nietos. recibió un saludo televisado desde Miami de su amigo y compañero Don Francisco.
En 2013 la editorial Catalonia publicó una biografía titulada Valentín Trujillo. Una vida en la música, escrita por Darío Oses. En abril de 2016, fue condecorado con la Orden al Mérito Artístico y Cultural Pablo Neruda. En mayo de ese año fue nombrado Hijo Ilustre de la ciudad de Santiago, y en septiembre, la zona ubicada al norte del edificio consistorial de Ñuñoa (comuna donde reside), pasa a recibir el nombre de Plaza de las Artes, pianista Valentín Trujillo. En 2019 fue homenajeado por la Asociación de Comunicadores Hispanoamericanos, durante Gala de Prensa del Festival de Viña del Mar.
Ha sido cercano a la izquierda durante toda su vida. Participó en el disco X la CUT en 1968, editado por las Juventudes Comunistas y fue dirigente del sindicato de músicos. En marzo de 2017 fichó por el Partido Comunista de Chile.
Además de la música, otro de sus intereses es el boxeo, llegando a ser certificado como juez dentro de esa disciplina. El 17 de febrero de 2018 participó como comentarista de boxeo en una transmisión realizada por TVN, junto a Pedro Carcuro y Rayén Araya.
El 23 de noviembre de 2018 es homenajeado en los premios Copihue de Oro, organizados por el diario La Cuarta, donde obtiene el premio a la trayectoria.

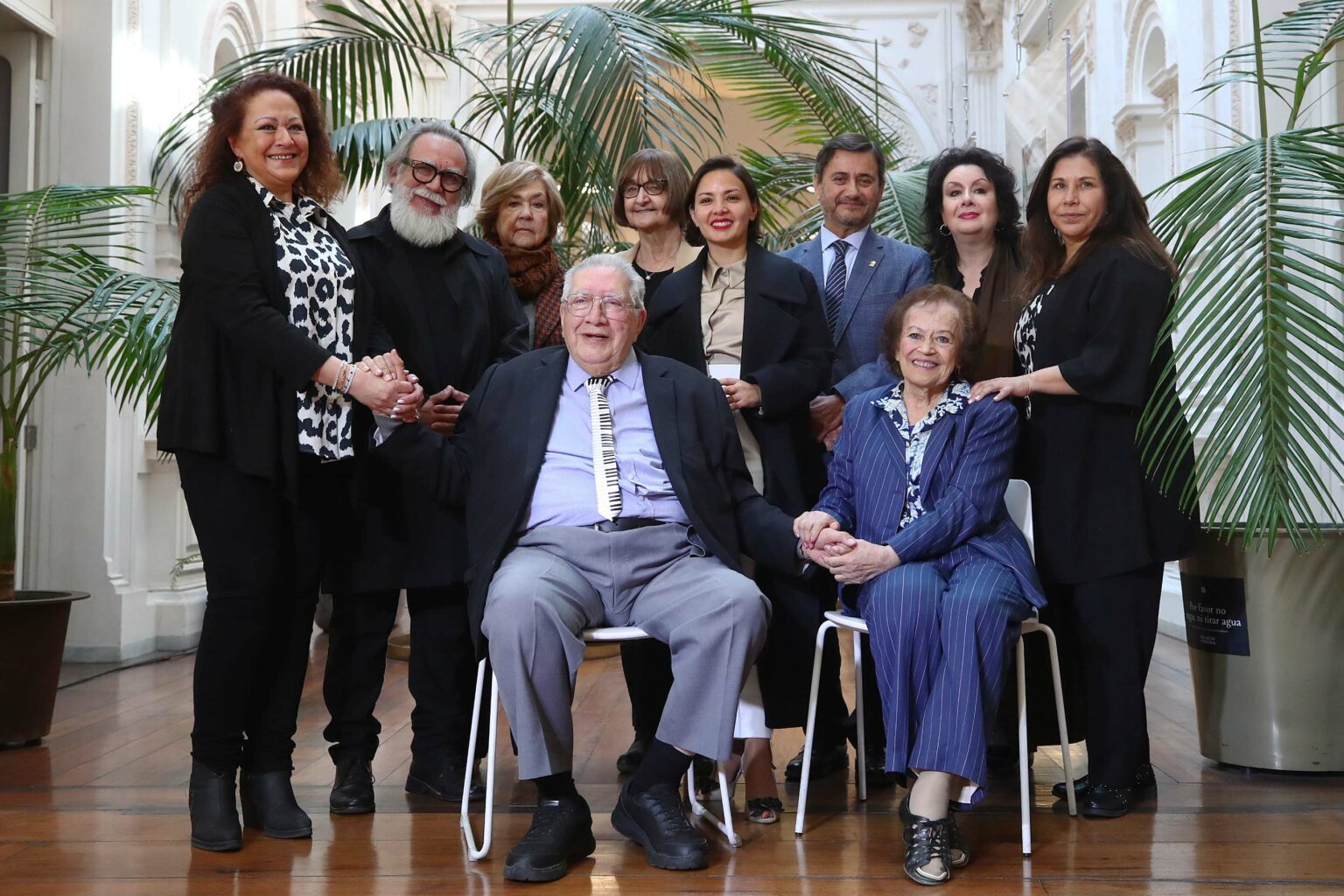
Un feliz y emocionado Valentín Trujillo recibe el Premio Nacional de Artes Musicales 2024.

En 2020, en plena pandemia de COVID-19, graba en estudio TOC, un CD de piano y voces con sus nietos Andrea Trujillo, José Antonio Amat Trujillo, Pablo Amat Trujillo y Pedro Amat Trujillo. El músico abre la intimidad de su hogar en este CD, invitando a todos a escuchar lo que ocurre en el living de su casa, junto al piano, cada semana cuando la familia se reúne. Una compilación de jazz, boleros, tonadas y bossa-nova. Las presentaciones en vivo con sus nietos, han sido recibidas con muchísimo éxito y entusiasmo.
El 4 de julio de 2022 participó interpretando el Himno Nacional de Chile en la ceremonia de clausura de la Convención Constitucional, en la que se entregó el texto de la propuesta constitucional al presidente Gabriel Boric.
En agosto de 2023, fue distinguido con la Orden al Mérito Docente y Cultural Gabriela Mistral, en el grado de Comendador.
En 2023, a sus 90 años, sigue demostrando su inconfundible estilo y maestría frente al piano. En septiembre de 2023, interpretó el himno nacional en piano en acto de los 50 años del Golpe de Estado en Chile y también recibió un el premio a la Persona Mayor Destacada por la Sociedad de Geriatría y Gerontología de Chile.
El 5 de septiembre de 2024 se le otorgó el Premio Nacional de Artes Musicales de Chile por parte del Ministerio de las Culturas, las Artes y el Patrimonio.

## Discografía

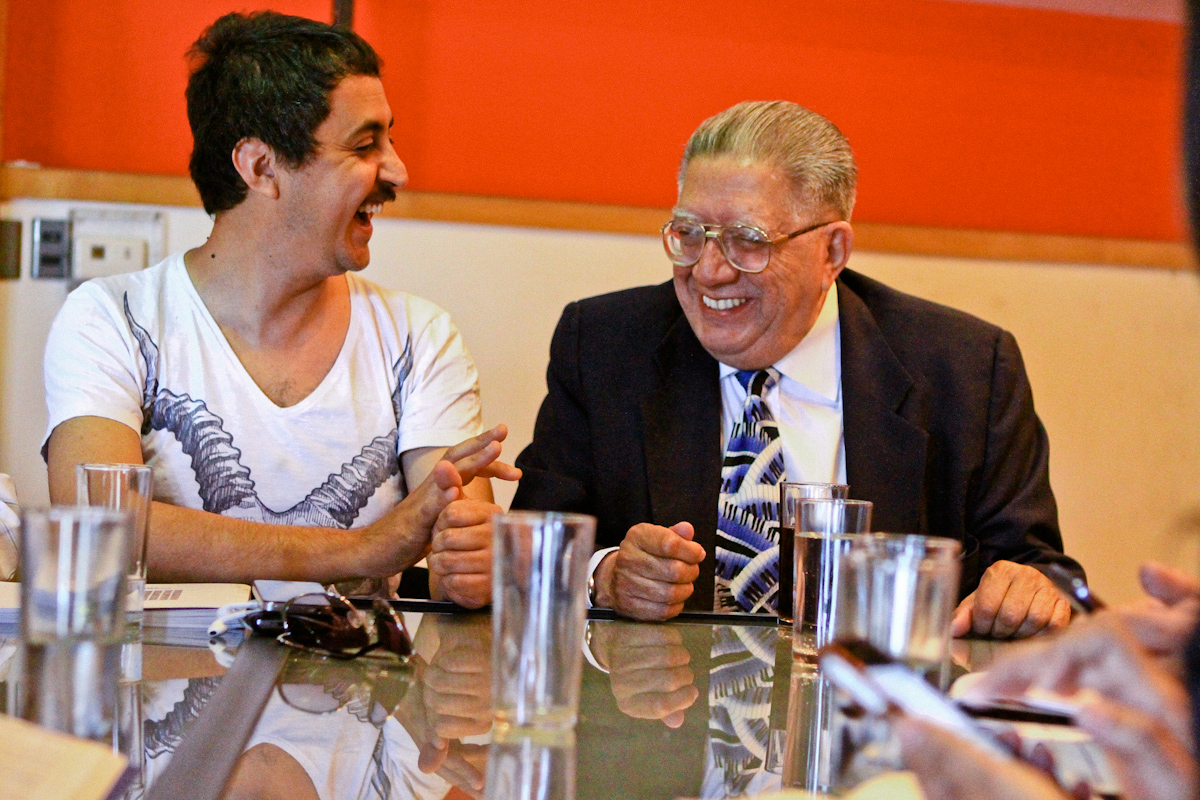
Trujillo en 2013 junto a Leo Quinteros.

### Discos de estudio
- Un piano con alma (1958, EMI Odeon)
- Ritmos veraniegos (1960, EMI Odeon)
- Sáquela a bailar (1964, EMI Odeon)
- Bailando sencillito (1969, EMI Odeon)
- Valentín Trujillo (1990, CBS)
- Sí... soy chileno (2001)
- Jazz de salón (2004)
- Villancicos (2005, Perseguidor Records)
- Valentín y Pedro Amat Trujillo (2006, Oveja Negra)
- Un año más (2007)
- Íntimo (2011 - Edición independiente)
- Desde el alma (2012 - Oveja Negra)
- 90... y qué (2015 - Edición independiente)
- Piel de América vol. 1 (2015 - Edición independiente)
- Valentín Trujillo & Consuelo Schuster (2015 - Edición independiente)
- " Herencia", Valentín Trujillo y Nietos (Andrea Trujillo, José Antonio Amat Trujillo, Pablo Amat Trujillo Y Pedro Amat Trujillo (2020- Edición Independiente).

### En vivo y EP
- Piano y ritmo EP (1956, EMI Odeon)
- Al piano (2004, Sello Azul)

### Colaboraciones

#### Sencillos
- «Nathalie» (1964 - Hermanos Arriagada)
- «Horizonte» (1964 - Hermanos Arriagada)
- «Un solo corazón» (1965 - Hermanos Arriagada)
- «Te sigo amando» (1965 - Hermanos Arriagada)
- «Tango de las rosas» (1963 - Cecilia)
- «Uno de tantos» (Cecilia)
- «Quiero vivir» (Cecilia)
- «No pasa más» (Cecilia)
- «Dilo calladito» (Cecilia)
- «Puré de papas» (Cecilia)
- «Amor, mon amour, my love» (Cecilia)
- «Último baile» (Cecilia)
- «Es la nostalgia» (Cecilia)
- «Un día de sol» (Cecilia)

#### Álbumes
- X la CUT (1968, Dicap)
- Aprender es compartir (2009 - Edición independiente)
- Otra cosa es con guitarra (2011 - Chancho en Piedra)

## Programas de televisión
| Programa                    | Años      | Canal                | Rol                             |
| --------------------------- | --------- | -------------------- | ------------------------------- |
| Sábado gigante              | 1965-2005 | Canal 13 / Univision | Director de orquesta y pianista |
| Pin Pon                     | 1965-1974 | Canal 13 / TVN       | Pianista                        |
| El mundo del Profesor Rossa | 1984-1998 | Canal 13             | «Tío Valentín»                  |

Otras apariciones
| Programa             | Año  | Canal | Notas                                                              |
| -------------------- | ---- | ----- | ------------------------------------------------------------------ |
| Puro Chile           | 2016 | TVN   | Episodio 8. Presentación de obertura junto a José Alfredo Fuentes. |
| Noche de box estelar | 2018 | TVN   | Comentarista de boxeo.                                             |